# إنريكو لورنزيتي
إنريكو لورنزيتي (بالإيطالية: Enrico Lorenzetti)‏ كان متسابق دراجات نارية إيطالي فاز ببطولة سباق الجائزة الكبرى للدراجات النارية. نافس في سباقات بطولة العالم لفئة 500 سي سي ولفئة 350 سي سي ولفئة 250 سي سي ولفئة 50 سي سي. كما شارك في كأس جزيرة مان السياحية.

## البطولات
- سباق الجائزة الكبرى للدراجات النارية 1952

## روابط خارجية
- إنريكو لورنزيتي على موقع MotoGP.com (الإنجليزية)